# لوزن (استان خاسکوو)
لوزن (به بلغاری: Lozen) یک منطقهٔ مسکونی در بلغارستان است که در استان خاسکوو واقع شده‌است.